# Леукадендрон
Леукадендрон (Leucadendron) - рід рослин родини протейні.

## Назва
Назва походить від давньогрецьких слів  λευκός білий та δένδρον дерево. Назву роду дали через біле опушення листків Леукадендрону срібного.

## Класифікація
Нараховується близько 80 видів. Серед них найвідоміші:
- Леукадендрон срібний (Leucadendron argenteum)
- Леукадендрон шишкоподібний (Leucadendron strobilinum)
- Леукадендрон двоколірний (Leucadendron discolor)

## Поширення та середовище існування
Зростає у Фінбоші в Південній Африці.

## Галерея

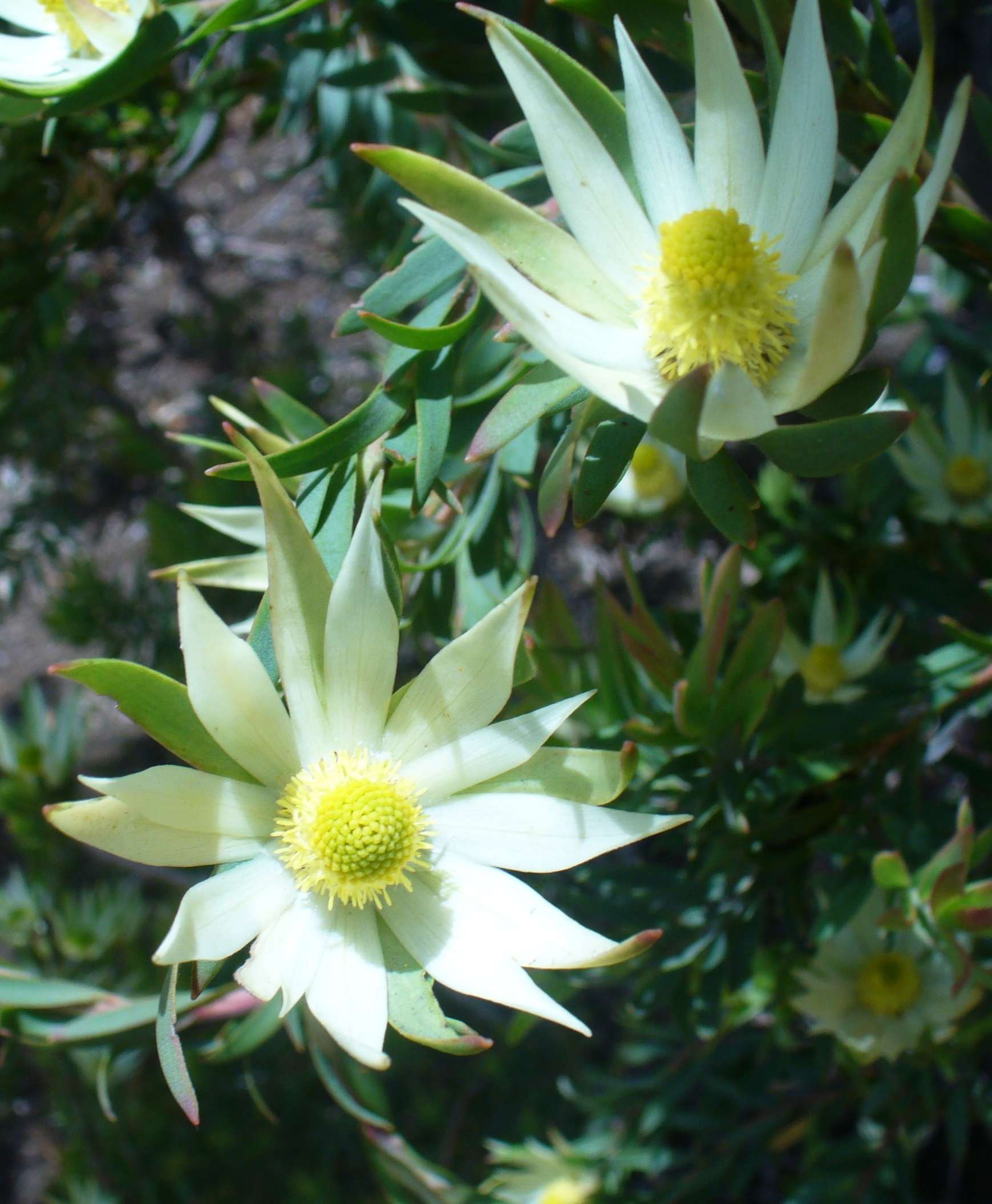
Leucadendron loriense
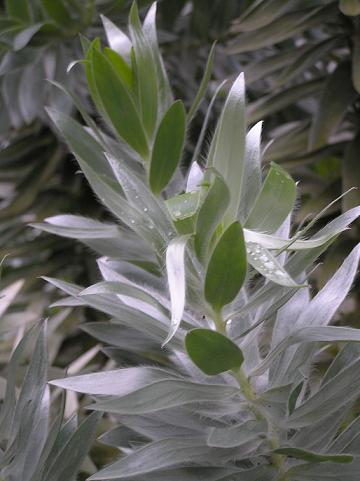
Leucadendron argenteum
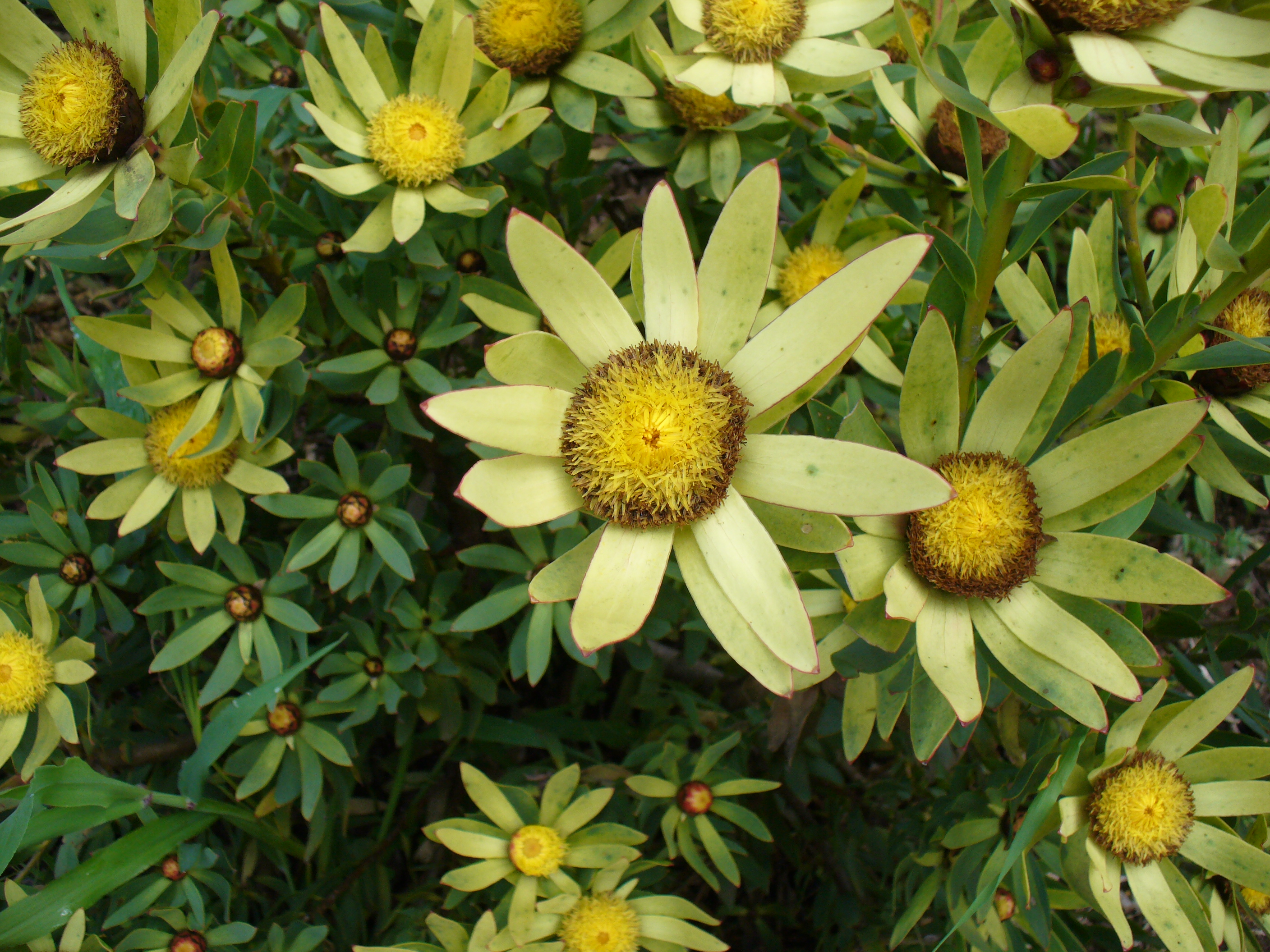
Leucadendron sessile
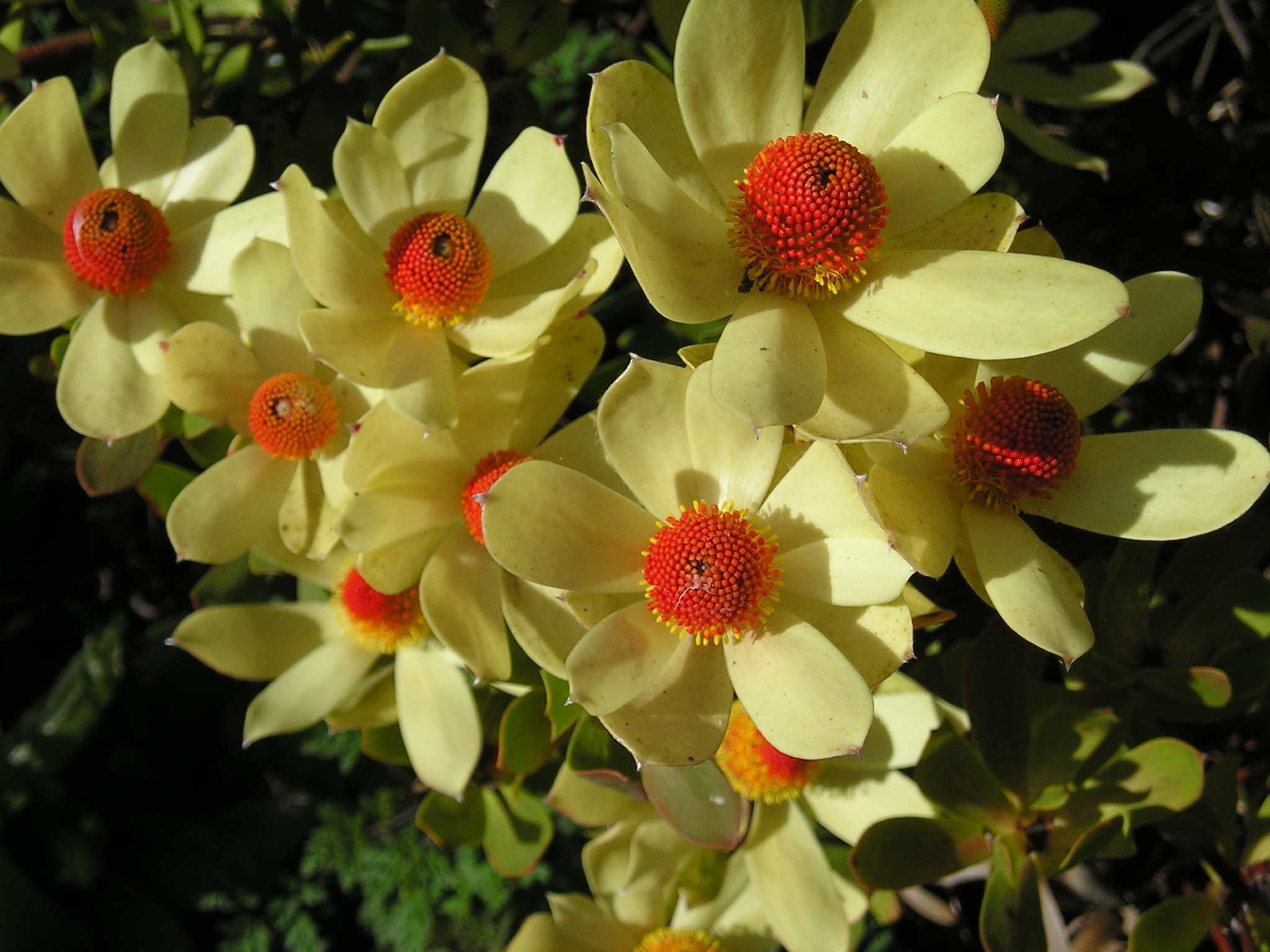
Leucadendron discolor